# 2989 Imago
2989 Imago је астероид главног астероидног појаса. Приближан пречник астероида је 12,5 ,
а средња удаљеност астероида од Сунца износи 2,238 астрономских јединица (АЈ).
Инклинација (нагиб) орбите у односу на раван еклиптике је 3,629 степени, а орбитални период износи 1223,340 дана (3,349 године). Ексцентрицитет орбите астероида износи 0,174.
Апсолутна магнитуда астероида износи 13,2 а геометријски албедо 0,059.
Астероид је откривен 22. октобра 1976. године.